# Récsei Center
A Récsei Center egy Budapest XIV. kerületi bevásárlóközpont.

## Története
A Cházár András utca 1. szám alatt jegyzett nagy méretű épületkomplexum 1930-ban épült Hültl Dezső és Mihailich Győző tervei szerint autóbuszgarázsnak (Szent Domonkos utcai garázs). A  7200 m²-es nagy csarnok szerkezeti megoldása (nincsenek az épületben oszlopok) a maga korában egyedülálló európai jelenségnek számított. Az épületeket Bory Jenő szobraival díszítették fel. 
A II. világháború során az épület súlyosan károsodott, csak 1947-re tudták helyrehozni. 1948-ban kapta Récsei Ernőről a Récsei nevet. Ezt követően továbbra is autóbuszgarázsként funkcionált, míg 2000-ben a Budapesti Közlekedési Vállalat az értékesítése mellett döntött. Kezdetben kérdéses volt az épületek megmaradása, ám végül mégis felújították őket, és 2004-ben bennük nyílt meg a Récsei Bevásárló és Szórakoztató Központ.
Egy 2018 végi kormányhatározat szerint a Récsei Centert sportcélokra hasznosítják. Az elképzelések szerint egy 10 000 fős jégcsarnok, egy edzőpálya, hotel és üzletek lesznek az épületben. A megvalósulás 2019-ben tervezett időpontja 2022.